# Невіри (Мядельський район, Сватківська сільська рада)
Невіри (біл. вёска Неверы) — село в складі Мядельського району Мінської області, Білорусь. Село підпорядковане Сватківській сільській раді, розташоване в північній частині області.